# Khamkeng Sintasone
Khamkeng Sintasone (laotisch: ຄຳເກັ່ງ ສິນທະສອນຳ) ist ein laotischer Fußballspieler.

## Karriere
Khamkeng Sintasone steht seit 2022 beim laotischen Erstligisten Luang Prabang FC in Luang Prabang unter Vertrag. Sein Erstligadebüt gab Sintasone am 3. April 2022 (3. Spieltag) im Auswärtsspiel gegen den Viengchanh FC. Bei dem 2:1-Erfolg stand er in der Startelf und spielte die kompletten 90 Minuten. In seiner ersten Saison kam er auf 13 Einsätze in der ersten Liga.